# Центр сучасного мистецтва (Цинциннаті)
Центр сучасного мистецтва (англ. Contemporary Arts Center, скор. CAC) — художній музей сучасного мистецтва в Цинциннаті (штат Огайо).
Центр насправді є скоріше художньою галереєю, ніж справжнім музеєм, оскільки в нього немає постійної колекції, і його місія полягає у проведенні експозицій нових робіт сучасних художників у живописі, скульптурі, фотографії, архітектурі, перформансі та нових медіа, яка висловлена у девізі: «The art of the last five minutes» .

## Історія та діяльність
Був заснований в 1939 році Бетті Поллак Раух, Пеггі Френк Кроуфорд і Рітою Рентшлер Кушман як «Товариство сучасного мистецтва». Ці три жінки змогли зібрати достатньо коштів за рахунок пожертвувань, щоб виставити твори сучасного мистецтва у Художньому музеї Цинциннаті. Найперша виставка товариства під назвою «Modern Painting from Cincinnati Collections» відкрилася в грудні того ж року.
У 1954 році «Товариство сучасного мистецтва» змінило свою назву на сучасну — «Центр сучасного мистецтва». Зміна назви співпала зі створенням двох постійних галерей, які були реконструйовані в Художньому музеї Цинциннаті Карлом Штраусом (Carl Strauss) та Реєм Роушем (Ray Roush) і представляли собою площі приблизно по 900 квадратних футів кожна і мали тимчасові рухливі настінні покриття. Багато робіт місцевих майстрів були показані в цьому просторі, у тому числі ті, що зараз зберігаються в колекції Мері Е. Джонстон Художнього музею Цинциннаті.
Під час будівництва у Художньому музеї Цинциннаті крила «Emery Wing» туди переїхав Центр сучасного мистецтва. Але з необхідністю розширення центр переїхав у 1962 році і тимчасово оселився в Художньому музеї Тафта і в будівлі Carew Tower. В 1964 році центр зайняв четвертий поверх будівлі «Women's Exchange building», де залишався протягом шести наступних років. У 1970 році Центр сучасного мистецтва переїхав до «Mercantile Center». Новий будинок коштував 400 000 долларов і був спроектований американським архітектором Гаррі Уізом. Він займав близько 12 000 квадратних футів і знаходиться поблизу нового автовокзалу в центрі Цинциннаті.

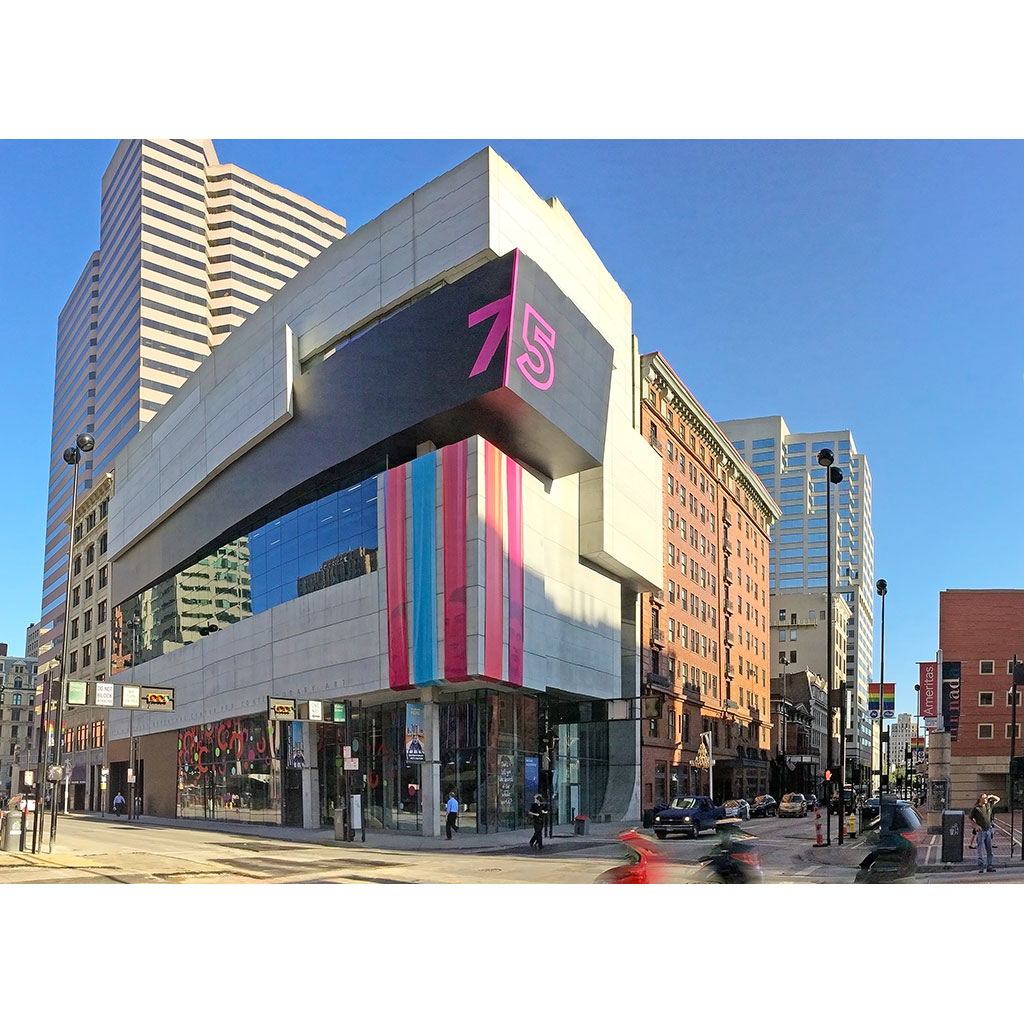
Будівля Центру сучасного мистецтва

Ідеї щодо нового приміщення для центру з'явилися наприкінці 1980-х і включали можливі площі в Інституті механіки Огайо (нині Центр Емері) та Aronoff Center. Пізніше, коли ідея будівництва нової будівлі стала реальною, Центр сучасного мистецтва зосередив свою увагу на Sixth and Walnut Streets. До 1997 року комітет з відбору архітектурних рішень центру оголосив публічний конкурс на нову будівлю, із 97 заявок було відібрано 12 фіналістів, де переміг проект британської архітекторки Захи Хадід. Будівництво розпочалося 2001 року і нова будівля відкрилася 31 травня 2003 року.
Будівля має сім поверхів та загальну площу 7 400 м². Вартість проекту становила 34 мільйони доларів. Щоб вшанувати пам'ять двох своїх головних донорів, Центру сучасного мистецтва було надано ім'я подружжя Лоіс і Річарда (Richard Henry Rosenthal) Розенталь — «Lois and Richard Rosenthal Center for Contemporary Art».
У 2004 році Центр сучасного мистецтва був удостоєний премії «Royal Institute of British Architects Award», у 2005 році — премії «American Architecture Award from The Chicago Athenaeum».

## Судова суперечка
У 1990 році журі Цинциннаті виправдало Центр сучасного мистецтва та його директора Денніса Баррі обвинувачених у непристойності через виставку фотографій Роберта Меплторпа. Це був один із рідкісних кримінальних процесів над художнім музеєм за утримання виставки: причиною стали сім із 175 фотографій виставки (яка без пригод пройшла з Берклі в Бостоні), п'ять з яких зображували чоловіків у садомазохістських позах та стали підставою для звинувачення музею та його директора, які зрештою були визнані невинними. Цей процес був показаний у телефільмі 2000 року «Грязні картинки» (роль Денніса Баррі зіграв Джеймс Вудс).